# تیمو کوی‌ووسالو
تیمو کوی‌ووسالو (فنلاندی: Timo Koivusalo؛ ۳۱ اکتبر ۱۹۶۳ میلادی) کارگردان فیلم، نویسنده، موسیقی‌دان و آهنگساز اهل فنلاند است.
از فیلم‌هایی که وی در آن‌ها نقش داشته‌است، می‌توان به سیبلیوس اشاره نمود.